# Lophocampa atrimaculata
Lophocampa atrimaculata är en fjärilsart som beskrevs av George Francis Hampson 1901. Lophocampa atrimaculata ingår i släktet Lophocampa och familjen björnspinnare. Inga underarter finns listade i Catalogue of Life.